# Франц Вюльнер
Франц Вюльнер (нім. Franz Wüllner 28 січня 1832, Мюнстер — 7 вересня 1902, Браунфельс) — німецький композитор камерних та хорових творів, а також видатний диригент. Зокрема, диригував першими виставами опер Ріхарда Вагнера «Золото Рейну» (1869) і «Валькірія» (1870). 

## Життєпис
У підлітковому віці вчився грі на скрипці і фортепіано в Дюссельдорфі, займаючись, в тому числі, у Антона Шиндлера. У 1850 — 1854 Вюльнер багато концертував Європою, виконуючи, насамперед, сонати Бетховена; одночасно брав уроки, де тільки це було можливо, — в тому числі у Йозефа Йоахіма, Ігнаца Мошелеса, Фердинанда Давида і Йоганнеса Брамса, з яким здружився на довгі роки. 
У 1858 — 1865 Вюльнер був музичним директором в Аахені, потім працював у Мюнхені, де, зокрема, диригував першими виставами опер Вагнера «Золото Рейну» (22 вересня 1869) і «Валькірія» (26 червня 1870); вважається, що Вагнер залишився незадоволений прем'єрами і для перших постановок обох опер на Байройтському фестивалі залучив іншого диригента. Потім, в кінці 1870-х, Вюльнер викладав в Дрезденській консерваторії, і, нарешті, з 1884 влаштувався в Кельні, де керував Гюрценіх-оркестром. Серед учнів Вюльнера в кельнський період були, зокрема, Фолькмар Андрее, Віллем Менгельберг, Еллі Ней, Фредерік Сток, Дірк Шефер та ін. Вюльнер протегував ряду молодих композиторів, серед яких був Ріхард Штраус; ще в Дрездені 27 листопада 1882 під керуванням Вюльнера була зіграна прем'єра Серенади для духових Op. 7, а Гюрценіх-оркестр вперше виконав симфонічні поеми Штрауса «Веселі витівки Тіля Уленшпіґеля» (5 листопада 1895) і «Дон Кіхот» ( 8 березня 1898).
У композиторській спадщині Вюльнера виділяється хорова музика, в тому числі «Miserere» (op. 26) і «Stabat Mater» (op. 45), а також низка камерних творів.
Іменем Вюльнера названа вулиця в Мюнхені ( нім. Franz-Wüllner-Str).